# Stephen Halaiko
Stephen Halaiko (n. 27 decembrie 1908, Auburn⁠(d), New York, SUA – d. 6 februarie 2001) a fost un boxer ce a reprezentat Statele Unite ale Americii, medaliat olimpic. A participat la o ediție a Jocurilor Olimpice (1928) în care a câștigat o medalie de argint.

## Participări
Lista de mai jos prezintă principalele competiții la care a participat Stephen Halaiko de-a lungul carierei.
- boxing at the 1928 Summer Olympics – lightweight[*]